# 埃及手舞
Finger-tutting，於中文常被稱為「埃及手舞」。它是一種涉及手指複雜動作的舞蹈。  

## 名稱
「Tutting」該詞彙是一種基於角度運動的街舞風格，像是古埃及艺术浮雕上所見的姿势，其指的為“图坦卡門国王”。 

## 發展沿革
在 2010 年 8 月 6 日所發行的《舞力全開3D》片尾曲中，即有展現了創新的埃及手舞，使得這種舞蹈風格受歡迎的程度有所增加 
舞者/编舞家「JayFunk」在一部名為「釋放你的手指」的三星廣告中表演后，因其手指動作而受到了國際關注。 後來名為 FingerCircus 的舞蹈團則透過廣告和YouTube影片推廣了這種舞蹈。
在John Hunt製作了一段名為「油腻的手指」的網路爆紅短片後，使得Finger-tutting這種舞蹈進一步受到國際關注。 後來這種舞蹈在泰勒絲的歌曲“ 通通甩掉 ”其MV中佔據了顯著的部分。
Syfy节目《魔术师》和漫威工作室电影《奇異博士》中都出现了Finger-tutting，用以作為角色施展各種咒语的方式之一。至於《奇異博士》中的Finger-tutting動作，則是由 JayFunk 協助完成的。 
2020年Red Velvet 以及Irene和瑟琪的《 Naughty 》音乐录影带中，皆出現了精心設計的Finger-tutting動作編排。 
2023年2月2日，隨著韓國選秀節目Boys Planet的開播，當時為練習生的成韓彬與出演街頭女戰士而成名的LIP J進行了Finger-tutting對決，使得Finger-tutting藉由韓國綜藝節目讓全世界再次注意到。

## 舞蹈動作
- Finger Tutting：以四角形或是其他角度的方式，再透過以手指、手腕為主呈現的舞蹈，為以下類型的所有總稱。[13]
- Digits/Digitz：又稱為「LIQUID」，是以手指來呈現聲音流動的波浪等舞蹈。根據不同地方的稱呼亦有所不同。[14]。
- Finger Connect：REMOTE為使用手指來表現。[15]。
- Face Tutting：透過指觸按照臉部形狀移動。[16]。
- Finger Thread：以手製作成一個環，從環中穿過手指等。[15]。
- Gloving：使用搭載LED手套進行演出。[17]。

## 延伸用法
隨著社群媒體的發展，拍照時常比的愛心也越趨多元，像是手指愛心、臉頰愛心、貓耳愛心等，而韓國團體ZEROBASEONE的隊長成韓彬則因擅長Finger-tutting這種舞蹈，遂將Finger-tutting與比心結合，成為Tutting Heart。